# Городищи (Маловишерский район)
Городищи — деревня, входит в состав Веребьинского сельского поселения Маловишерского района Новгородской области России.
Остановочный пункт электропоездов «190 километр» на главном ходу Октябрьской железной дороги. Останавливаются только электропоезда «Окуловка — Малая Вишера». Деревня Городищи находится на берегу реки Мсты, на высоте 32 м над уровнем моря.
На территории поселения Городищи находится база отдыха «Мстинские горки», первый в Новгородской области горнолыжный комплекс.
Население деревни, это в основном пенсионеры и дачные жители.